# Rusty Russell

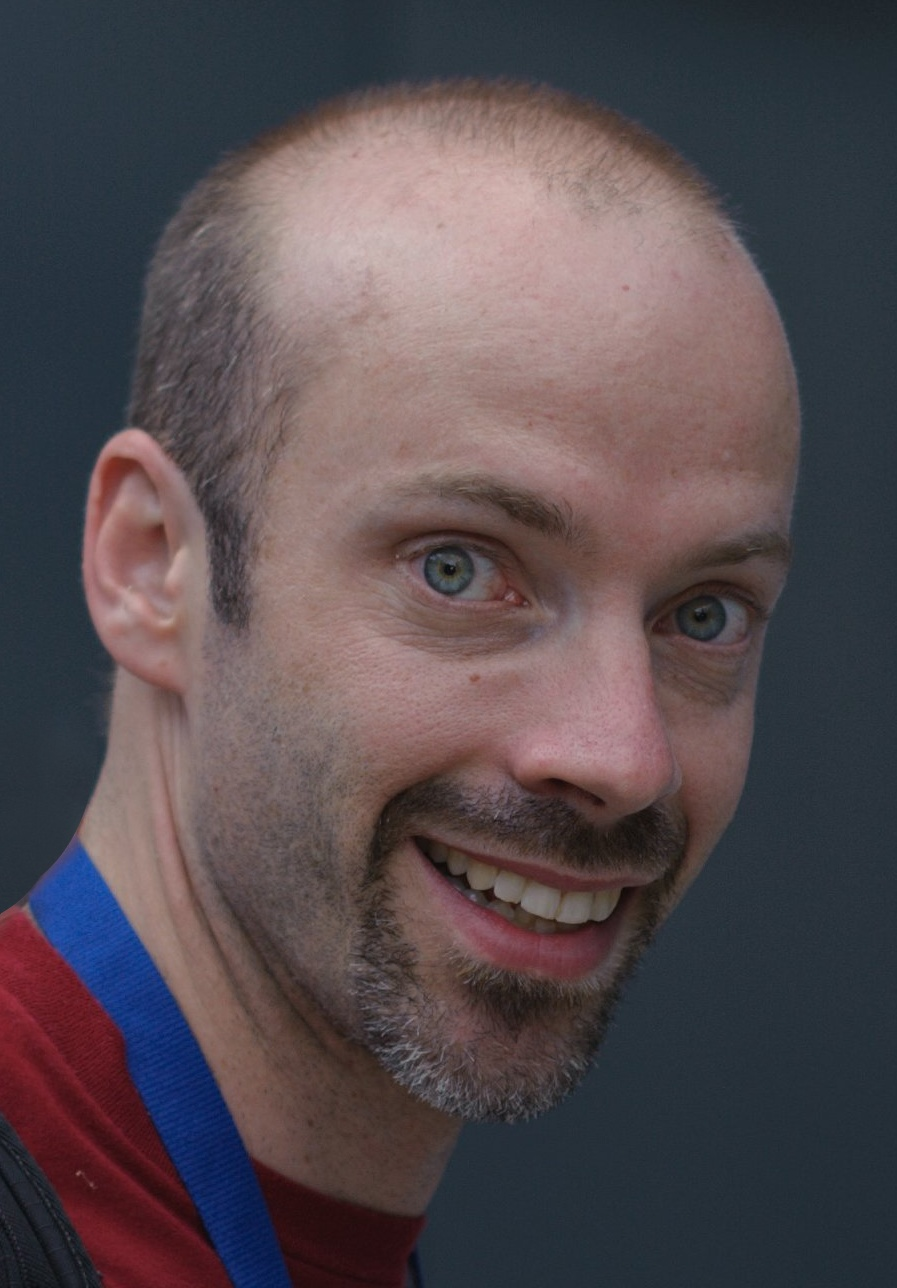
Rusty Russell (2011)

Paul „Rusty“ Russell (* 18. Januar 1973 in London, England) ist ein australischer Linux-Kernel-Entwickler. Er arbeitet in IBMs Linux Technology Center. Bekannt ist er auch durch seine Arbeiten am Paketfilter sowie iptables, Futex, loopback, hotplug CPU-Unterstützung und den „in-kernel module loader“.
1999 veranstaltete er die erste australische Linux-Konferenz (linux.conf.au), die jährlich stattfindet.
Derzeit (Stand 2020) arbeitet er bei Blockstream und ist an der Entwicklung des Lightning Protokolls beteiligt.